# Кареева, Анна Васильевна
Анна Васильевна Кареева  (род. 10 мая 1977 года, Адыгейская АО, СССР) — российская гандболистка, заслуженный мастер спорта России.
За сборную России выступала с 1998 по 2008 год. Чемпионка мира 2001, 2005 и 2007 годов. Серебряный призёр Олимпийских игр 2008 года. Чемпионка СССР, 4-кратная чемпионка России, победительница Лиги чемпионов (2008), Кубка кубков (2002), Кубка ЕГФ (2007).
По окончании Олимпийских игр-2008 объявила о завершении спортивной карьеры.

## Награды и звания
- Заслуженный мастер спорта России
- Медаль ордена «За заслуги перед Отечеством» I степени (2 августа 2009) — за большой вклад в развитие физической культуры и спорта, высокие спортивные достижения на Играх XXIX Олимпиады 2008 года в Пекине[4]
- Медаль ордена «За заслуги перед Отечеством» II степени (22 февраля 2004) — за заслуги в развитии физической культуры и спорта[5]